# 理查德·康纳
理查德·康纳（英語：Richard Connor，1934年3月25日—2019年7月8日），生于科罗拉多州，美国男子跳水运动员。他曾代表美国参加1956年夏季奥林匹克运动会跳水比赛，获得男子10米跳台铜牌。